# Шамиссоплац

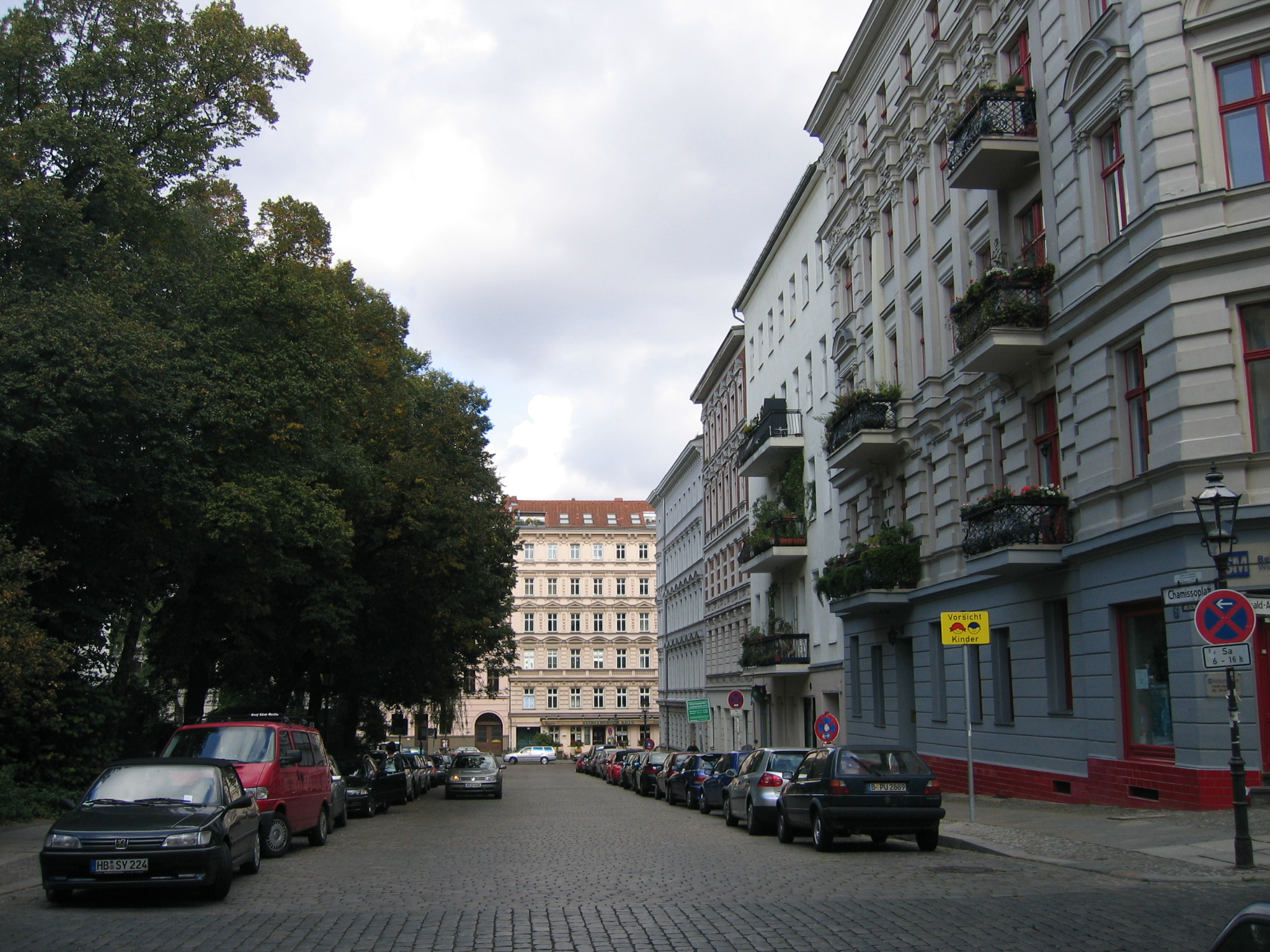
Шамиссоплац, вид на север

Шамиссоплац (Площадь Шамиссо, нем. Chamissoplatz) — площадь в берлинском районе Кройцберг, названа в честь Адельберта фон Шамиссо. Площадь находится между Виллибальд-Алексис-Штрассе (нем. Willibald-Alexis-Straße) и Арндтштрассе (нем. Arndtstraße)
в старинном квартале, недалеко от аэропорта Темпельхоф на юге и известной Бергманнштрассе (нем. Bergmannstraße) на севере. Жители района также называют район площади Chamissokiez (нем. Kiez — «квартал»).
В центре площади находится детская площадка. По субботам в восточной части площади открывается рынок, на котором представлены биопродукты, произведенные в земле Берлин-Бранденбург. На углу расположен общественный писсуар, один из немногих сохранившихся в Берлине.
Здания вдоль прилегающих к площади улиц были построены в XIX в. и сегодня являются охраняемыми памятниками архитектуры.

Во время Второй мировой войны площадь избежала сильных разрушений и, будучи отреставрированной, является обязательной частью экскурсионных туров по Берлину. Площадь используют при киносъемках, когда необходимо воспроизвести атомсферу старого Берлина.
Район площади очень популярен среди студентов и деятелей искусств.